# مارال آرتین
مارال آرتین (ارمنی: Մարալ Արթին؛ زادهٔ ۹ ژوئن ۲۰۰۰ در هایدلبرگ) بازیکن فوتبال در پست مهاجم اهل ارمنستان-آلمان است.

## باشگاهی
از باشگاه‌هایی که در آن بازی کرده‌است می‌توان به هوفنهایم، بایرن مونیخ، ۱. اف‌اف‌سی فرانکفورت و آلاشکرت اشاره کرد.

## تیم ملی
وی همچنین در تیم‌های ملی فوتبال Germany women's national under-15 football team, Germany women's national under-16 football team، و زنان ارمنستان بازی کرده‌است.
| No. | تاریخ        | ورزشگاه                                          | حریف     | گل‌زده | نتیجه | رقابت                                                     |
| --- | ------------ | ------------------------------------------------ | -------- | ----- | ----- | --------------------------------------------------------- |
| ۱.  | ۸ آوریل ۲۰۲۱ | ورزشگاه پیونیک، ایروان، ارمنستان                 | لبنان    | ۲–۰   | ۲–۰   | en:2021 Armenia Women's International Friendly Tournament |
| ۲.  | ۱۲ ژوئن ۲۰۲۱ | ورزشگاه جمهوریت وازگن سارگسیان، ایروان، ارمنستان | قزاقستان | ۲–۰   | ۲–۱   | بازی دوستانه                                              |